# Kisvaszar
Kisvaszar es un pueblo ubicado en el distrito de Hegyhát, en el condado de Baranya, Hungría.

## Superficie
Posee una superficie de 20,35 kilómetros cuadrados.

## Demografía
Hasta 2019 la población era de 333 habitantes, con una densidad de población de 16,36 habitantes por kilómetro cuadrado.